# Pascal Devoyon
Pascal Devoyon (Parigi, 6 aprile 1953) è un pianista francese classico.

## Biografia
Nato a Parigi, Devoyon iniziò i suoi studi con Blanche Bascourret de Gueraldi, poi con Lélia Gousseau al Conservatorio di Parigi dove vinse il primo premio nel 1971. Poi diventò famoso per i suoi successi nelle competizioni internazionali: il Concorso pianistico internazionale Ferruccio Busoni (nel 1974 , secondo posto), il Concorso pianistico internazionale di Leeds (nel 1975, terzo posto), infine il Concorso internazionale Čajkovskij a Mosca (nel 1978, secondo premio). Favorito nella finale di questa competizione, la giuria gli assegnò solo il secondo posto dietro a Mikhail Pletnev. L'anno seguente iniziò una carriera internazionale e diede diversi concerti in Europa, Stati Uniti e Unione Sovietica. Tra le sue registrazioni degne di nota troviamo Gaspard de la nuit di Maurice Ravel e la Sonata per pianoforte in si minore di Franz Liszt.
Devoyon si esibisce spesso come pianista da camera e collabora con il violoncellista Steven Isserlis, il violinista Dong-Suk Kang e la pianista Rikako Murata. Dal 1991 insegna al Conservatorio di Parigi, quindi dal 1995 all'Università delle Arti di Berlino e al Conservatoire de musique de Genève.
Tra i suoi allievi ci sono Mélodie Zhao, Caroline Fischer e Louis Schwizgebel-Wang.
Continua allo stesso tempo la sua carriera concertistica.